# Ixos malaccensis
El bulbul malayo (Ixos malaccensis) es una especie de ave paseriforme de la familia Pycnonotidae propia de la península malaya, Sumatra y Borneo.

## Taxonomía
El bulbul malayo fue descrito científicamente por el zoólogo inglés Edward Blyth en 1845, como Hypsipetes malaccensis. Posteriormente fue trasladado al género Ixos.